# Brachelia minor
Brachelia minor är en tvåvingeart som beskrevs av Louis-Paul Mesnil 1968. Brachelia minor ingår i släktet Brachelia och familjen parasitflugor. Inga underarter finns listade i Catalogue of Life.